# Burren

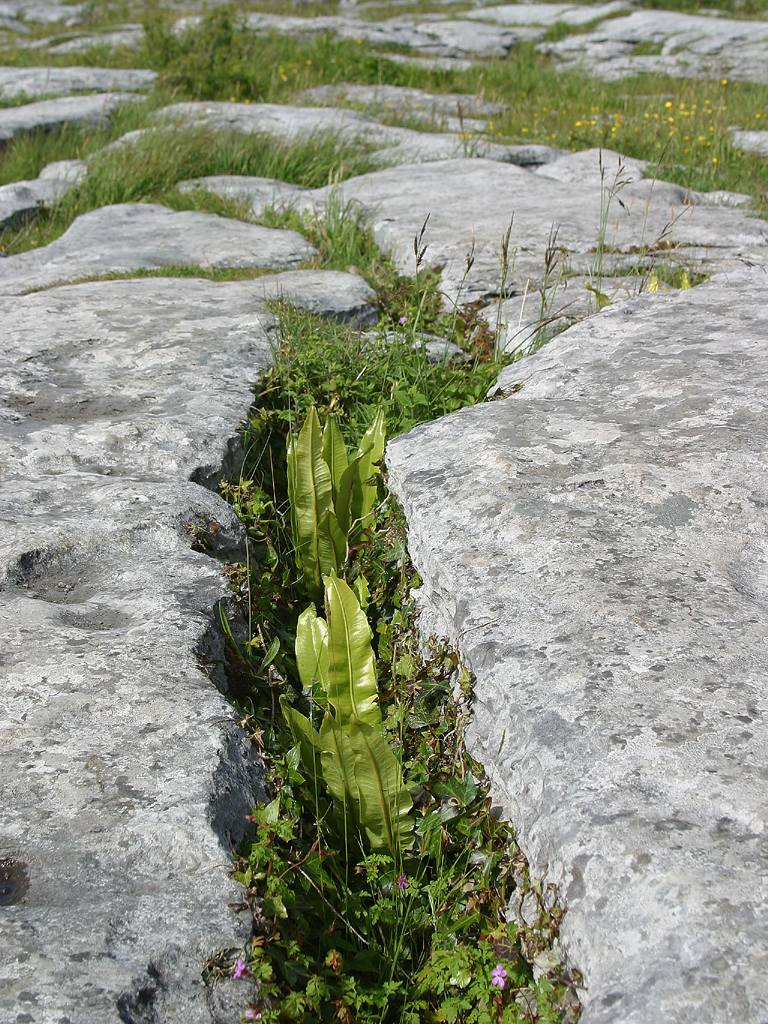
Grikes e clints (rochas) fazem parte da paisagem típica de Burren.

Burren (do irlandês An Bhoireann,“lugar pedregoso“) é uma região da Irlanda. Apresenta uma paisagem única, de relevo cárstico no Nordeste do condado “County Clare”. Abrange uma área de mais de 300 km2 e está rodeada pelas povoações de Ballyvaughan, Kinvarra, Gort, Corrofin, Kilfenora, Lisdoonvarna e por um farol chamado "Black Head Lighthouse".
Paisagens semelhantes só se encontram em Alvars na ilha sueca de Öland, na ilha Bruce-Halbinsel em Ontario (Canadá) e em diversos locais ao sul dos Grandes Lagos. 
Esta região contem paisagens peculiares e diversos assentamentos arqueológicos, tais como o forte de Caherconnell e o dolmen de Poulnabrone.

## Lisdoonvarna
Lisdoonvarna (irlandêsLios Dúin Bhearna, alfabeto fonético internacional /ˈl´is ˌduːn´ ˈv´ɑrnə/) é a capital de Burren e tem 822 habitantes, segundo o censo de 2002. Aqui se localiza a única terma da Irlanda,com águas terapêuticas radioativas que contêm enxofre, magnésio, ferro e iodo. A cidade de Lisdoonvarna cresceu no início do Século XIX á volta das suas fontes. As fontes estão localizadas no caminho para a Ennistymon, que fica entre o Sulphur Hill ("Colina de Enxofre") e Black Head ("Chefe Negro"). 
Havia quatro fontes:
- Copperas Well: Fechada. Sua água era usada para doenças de pele.
- Fonte de magnésio e de ferro: Aberta todo o ano.
- Fonte dupla de ferro e enxofre: Localizada no campo de golfe.
- Poços de enxofre: Localizam-se no sopé da colina.

A água das fontes contém iodo, o qual é encontrado em grandes quantidades nas fontes de enxofre. Além disso, existem muitos sais minerais dissolvidos na água. Lisdoonvarna era muito visitada em 1845, muito antes de conseguir a sua certificação oficial de águas termais saudáveis.

## O festival de namoro em Lisdoonvarna
A Festa da Colheita de Lisdoonvarna é conhecida muito além das fronteiras nacionais, porque ao mesmo tempo realiza-se o festival do namoro, o maior mercado de casamento na Europa. 

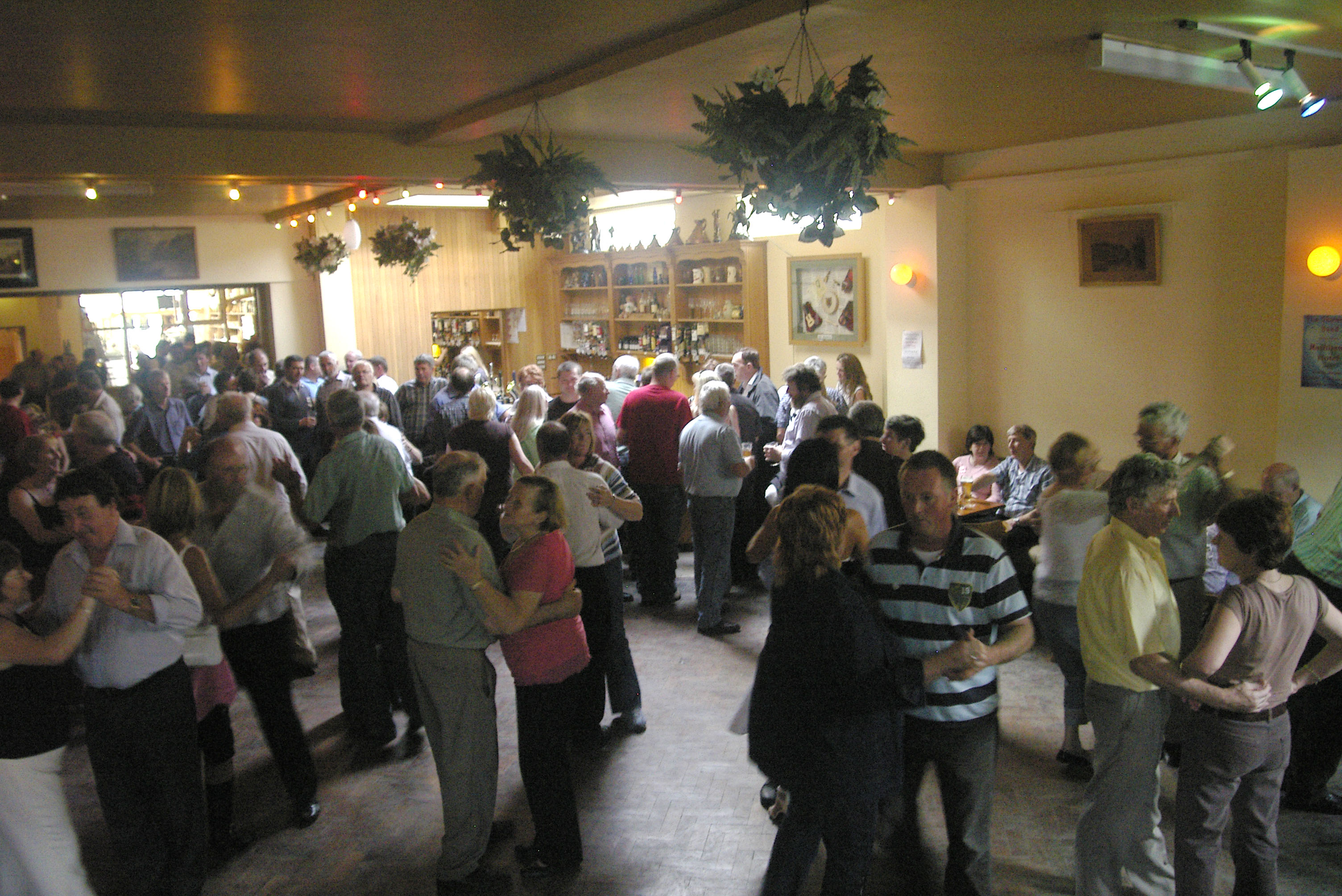
Bar para encontros casamenteiros em Lisdoonvarna

 Durante os festivais, milhares de solteiros juntam-se na cidade, para encontrarem o amor das suas vidas e visitar as muitas atrações turísticas irlandesas.
O festival é muito conhecido principalmente por mães solteiras americanas e inglesas, e atualmente cada vez mais divorciadas e viúvas aderem à festa.
O festival tem mais de 150 anos de tradição. O avô e o pai do organizador atual, Willie Daly, eram conhecidos por serem casamenteiros. Inicialmente o festival acontecia ao mesmo tempo em que o mercado agrícola e de gado se realizava, porque nesse período, muitos agricultores dos arredores se juntavam na cidade e aproveitavam essa chance para procurar suas futuras noivas.

## O festival de música de Lisdoonvarna
Desde o ano de 1978 até 1983 acontecia em Lisdoonvarna um festival de música com artistas famosos do Folk. O festival lendário voltou a ser realizado em 2003, no entanto apesar de manter o nome de Festival Lisdoonvarna – aconteceu desta vez em Dublin. O músico Christy Moore dedicou uma de suas músicas, "Lisdoonvarna", a esse festival.